# Dorieus (Sparta)
Dorieus (altgriechisch Δωριεύς Dōrieús) war der zweitälteste Sohn des spartanischen Königs Anaxandridas II. aus dem Hause der Agiaden und der älteste Sohn von dessen erster Frau. Seine Brüder waren Leonidas und Kleombrotos und sein Halbbruder Kleomenes. Er hatte einen Sohn namens Euryanax.

## Abreise nach Libyen
Als Anaxandridas starb, wurde trotz Dorieus’ Tüchtigkeit und Intelligenz sein Halbbruder Kleomenes als ältester Sohn des Königs dessen Nachfolger. Dieser galt als weniger fähig, und deshalb bedauerten viele Spartaner, dass nicht Dorieus Herrscher wurde. Auch für Dorieus war es unerträglich, von Kleomenes regiert zu werden; deshalb verließ er seine Heimat mit einer Gefolgschaft. Er ging, ohne wie sonst üblich den Rat des Orakels eingeholt zu haben. Erst als er auf Thera gelandet war, fragte er nach dem Seeweg nach Libyen. Als er dort angekommen war, siedelte er am Fluss Kinyps. Doch kurze Zeit später wurde er von den Maken und den Karchedoniern vertrieben und kehrte nach Lakonien zurück.

## Besiedelung Siziliens
Nun riet ihm Antichares von Eleon aufgrund einer Weissagung, die ehemals Laios erhalten hatte, das Land am Berg Eryx zu besiedeln. Denn Herakles war – einer Sage nach – einst auf Sizilien gelandet und hatte mit Eryx gekämpft. Da er ihn tötete, gewann Herakles dessen Land, und so rechtfertigte man den Besitzanspruch der Dorer darauf.
Auch das Orakel von Delphi verkündete, dass Dorieus das Land erobern werde, und so machte er sich auf den Weg. Als er in Sizilien angekommen war, gründete er die Stadt Herakleia. Nun plante Telys aus Sybaris, gegen die Stadt Kroton in den Krieg zu ziehen. Dorieus half den Krotonern jedoch, und so marschierten sie gegen Sybaris und eroberten es. Dorieus errichtete dort einen Tempel für Athene Krathia. Laut Herodot behaupteten die Krotoner, dass Dorieus ihnen nicht beigestanden habe.
Da Herakleia immer weiter anwuchs, zogen die Karthager und die Egestaier gegen die Stadt. Dorieus und ein Großteil seines Heeres fielen in der Schlacht. Auch Thessalos, Paraibates, Kelees und Philippos, der Sohn des Butakides, kamen um. Nur Euryleon entkam und floh mit den letzten Überlebenden. Die Stadt wurde dem Erdboden gleichgemacht. Dass Dorieus nicht das ihm prophezeite Land eroberte, erklärte man damit, dass er mit der Bekämpfung von Sybaris von seinem Auftrag unerlaubt abwich und so das Orakel missachtet habe.